# Джоколо
Джоколо (груз. ჯოყოლო) — село в Грузії.
За даними перепису населення 2014 року в селі проживає 737 осіб.